# Ан-318
Ан-318 — проєкт радянського авіалайнера, що розроблявся КБ Антонова з кінця 1970-х до початку 1990-х рр.

## Технічне оснащення
Три двигуни Д-18Т.